# Ichor

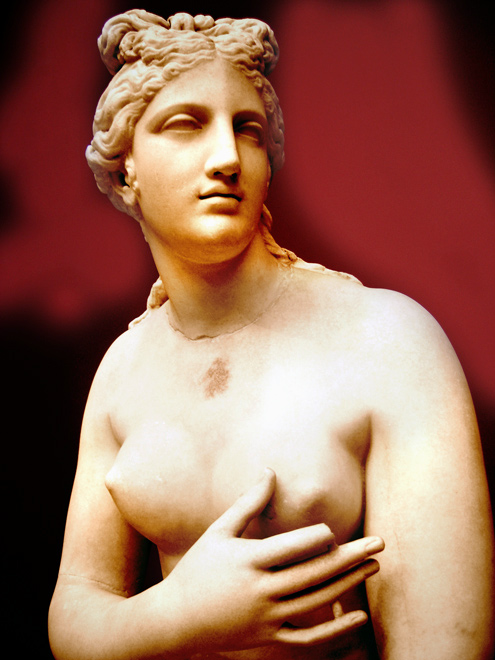
Darstellung der Aphrodite (im Archäologischen Nationalmuseum in Athen)

Mit dem Namen Ichor (griechisch ἰχώρ ichōr ‚Blutwasser‘, ‚Eiter', ‚Blutsaft‘) wird in der griechischen Mythologie die Flüssigkeit bezeichnet, welche die Götter statt des Blutes der Menschen durchströmt.
In Homers Ilias wird der austretende Ichor als klarer Saft beschrieben. Im fünften Gesang wird Aphrodite von einer Lanze des Diomedes verletzt. Dort heißt es:

„Nah am gelenk in der fläche: da rann unsterbliches blut ihr

Klarer saft, so lauter er fleußt den seligen göttern;

Denn nicht kosten sie brot, noch trinken sie funkelndes weines;

Blutlos sind sie daher, und heißen unsterbliche götter.“

## Andere Bedeutungen
- Ursprünglich war der Ichor jede ungefärbte Flüssigkeit in lebenden Körpern. Homer bezeichnete mit diesem Begriff den Lebenssaft[3] oder das Blut der Götter.[4] Die alten Anatomen nannten das Blutwasser (Serum sanguinis) ebenfalls Ichor.[5]
- In der alten Medizin wurde das Wort verwendet, um eitriges Blut, Serum, Wundsekret oder Wundwasser zu bezeichnen.[6][7]
- Später meinte der Begriff Ichor so viel wie Gauche (lateinisch sanies = eitriges Blut, blutiger Eiter) in der Bedeutung von Jauche,[8] Geschwürsabsonderung oder Wundjauche.[9] „Ichor: Blutwasser, schlechte Wundflüssigkeit, soviel wie Jauche. – Jauche: durch Fäulnis zersetzter, übelriechender, dünner, bräunlicher Eiter.“[10] „Ichor: Jauche: besonders die blutigseröse Flüssigkeit, die von brandigen Geschwüren abgesondert wird. Adjektiv ichorös.“[11]
- Noch heute beschreibt das Adjektiv jauchig die infolge einer Fäulnis fötide oder putrid riechenden Gewebszerfallprodukte oder Gewebsabsonderungen, zum Beispiel bei einer Gangrän, in einem Abszess, beim Tumorzerfall oder bei einem Erguss.
- „Ichorrhaemie = Infektion mit Fäulnisbakterien – Ichorroe = jauchige Absonderung.“[12] „Ichorrhämie: eigentlich Blutwasser, Wundserum; ältere Chirurgen bezeichneten damit auch dünnen, schlechten Eiter und übles Wundsekret. Virchow: Nach dem bisherigen Sprachgebrauch ziemlich identisch mit Septikämie und Pyämie.“[13] „Ichorrhaemie: Blutvergiftung durch Aufnahme putrider Stoffe in die Blutbahn.“[14] „Ichorrhoe: profuse dünnflüssige, jauchige Geschwürssecretion oder Wundsecretion.“[15]
- 1885 beschrieb der Internist Wilhelm Zuelzer das Fieber im amphibolen Stadium des Typhus abdominalis in der III. Krankheitswoche als ichorrhämisches Fieber.[16]
- Auch der aktuelle Medizin-Duden kennt noch den alten Fachbegriff Ichor mit der Bedeutung „Blutwasser, Lymphe, Eiter – blutig-seröse Absonderung brandiger Geschwüre.“[17]
- Im Englischen gilt die medizinische Bezeichnung ichor heute dagegen als antiquiert. Im Ernst-Klett-Verlag erschien 1967 ein Schulwörterbuch (englisch→deutsch); hier hieß es noch: „ichor: Medizin: Jauche, Wundsekret, Absonderung“.[18] Außerhalb der Medizin gibt es das Wort aber auch jetzt noch; es bezeichnet einfach eine Flüssigkeit: „ichor: fluid – a substance that is fluid at room temperature and pressure.“[19]
- Willibald Pschyrembel erwähnte den Ichor zuletzt 1958 in seiner 117. bis 122. Auflage. Das Wörterbuch der Medizin (aus der DDR, erschienen von 1956 bis 1999) erwähnte den Ichor nie.
- Gelegentlich kommt der Begriff auch in der Literatur vor, um das Blut von Außerirdischen oder auch von Unsterblichen zu bezeichnen. Howard Phillips Lovecraft, Anne McCaffrey und Ricardo Pinto (Der Steinkreis des Chamäleons) verwenden diesen Terminus in ihren Werken; auch Wilhelm Raabe 1874 in seiner Novelle Frau Salome, die ursprünglich Ychor als Titel führen sollte.[20]
- Ichor diente 1995 als Bezeichnung für Tiberium durch die Scrin in dem Echtzeit-Strategiespiel Command & Conquer 3: Tiberium Wars.
- In der Petrologie versteht man unter einem Ichor eine „hypothetische gasreiche Schmelzlösung, die die Granitisation fester Gesteine bewirkt haben soll.“[21] „Geologie: granitische Lösung, die infolge extremer Temperatur- und Druckverhältnisse das Gestein durchdringt und durch teilweises Umschmelzen eine Umwandlung bewirkt.“[22] Im Französischen hat das Wort ichor die beiden Bedeutungen Jauche (Pathologie) und Ichor (Geologie)[23] im Sinn von Auswurfgestein.[24]
- In der Chemie ist Ichor „bei hohem Druck und hoher Temperatur ein gutes Lösungsmittel für Silikate. [Dabei ist Ichor (ähnlich wie in der Geologie) das] bei der Metamorphose von Gesteinen frei werdende Wasser.“[25]
- Ichor Holdings (ICHR) ist eine börsennotierte (NASDAQ, S&P 600) Firma (Halbleiter-Industrie; critical fluid delivery subsystems) in Fremont (Kalifornien).